# Nichols, Iowa
Nichols är en ort i Muscatine County i Iowa. Vid 2010 års folkräkning hade Nichols 374 invånare.